# Dispositivos de entrenamiento para rescate por asfixia
Los dispositivos de entrenamiento de rescate por asfixia son equipos de simulación de asfixia utilizados por estudiantes de primeros auxilios para prepararse para afrontar escenarios de asfixia del mundo real.Han sido aprobados y utilizados por el Consejo Europeo de Reanimación,St John Ambulance,y el Movimiento Internacional de la Cruz Roja y de la Media Luna Roja . Los dispositivos de simulación se utilizan para demostrar técnicas de rescate por asfixia, como compresiones abdominales y método de palmada en la espalda, y practicar protocolos de rescate por asfixia de la Asociación Estadounidense del Corazón y la Cruz Roja.

## Dispositivos

### Chalecos de entrenamiento antiasfixia

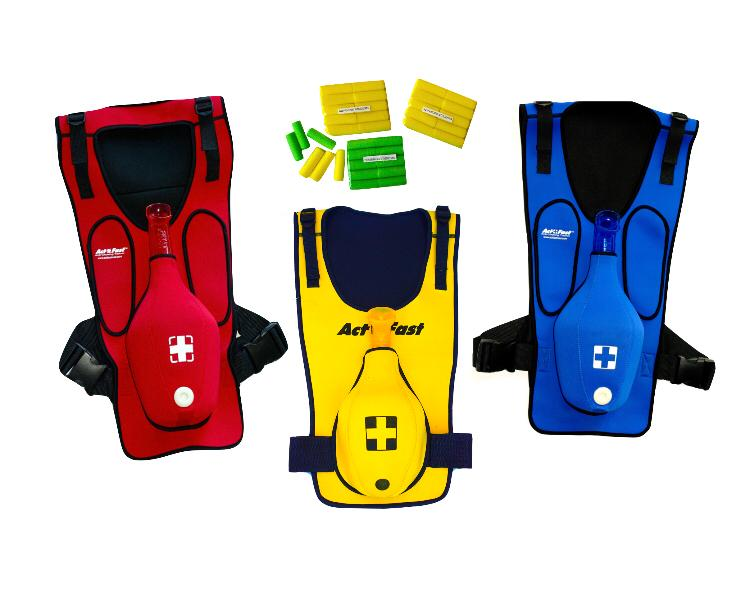
Zapatillas AntiAsfixia Act+Fast

Artículo principal: Entrenador antiasfixia Act+Fast
El entrenador antiasfixia, desarrollado por Act+Fast LLC, es un chaleco de neopreno liviano que los usuarios usan para practicar la maniobra de empuje abdominal y el método de palmada en la espalda. Los modelos se utilizan dependiendo del protocolo que utilizan los entrenadores e incluyen Act+Fast Roja con una almohadilla para palmada en la espalda para el Protocolo de rescate por asfixia de la Cruz Roja y Act+Fast Azul para el Protocolo de la Asociación Estadounidense del Corazón.

### Maniquíes de asfixia

#### Choking Charlie

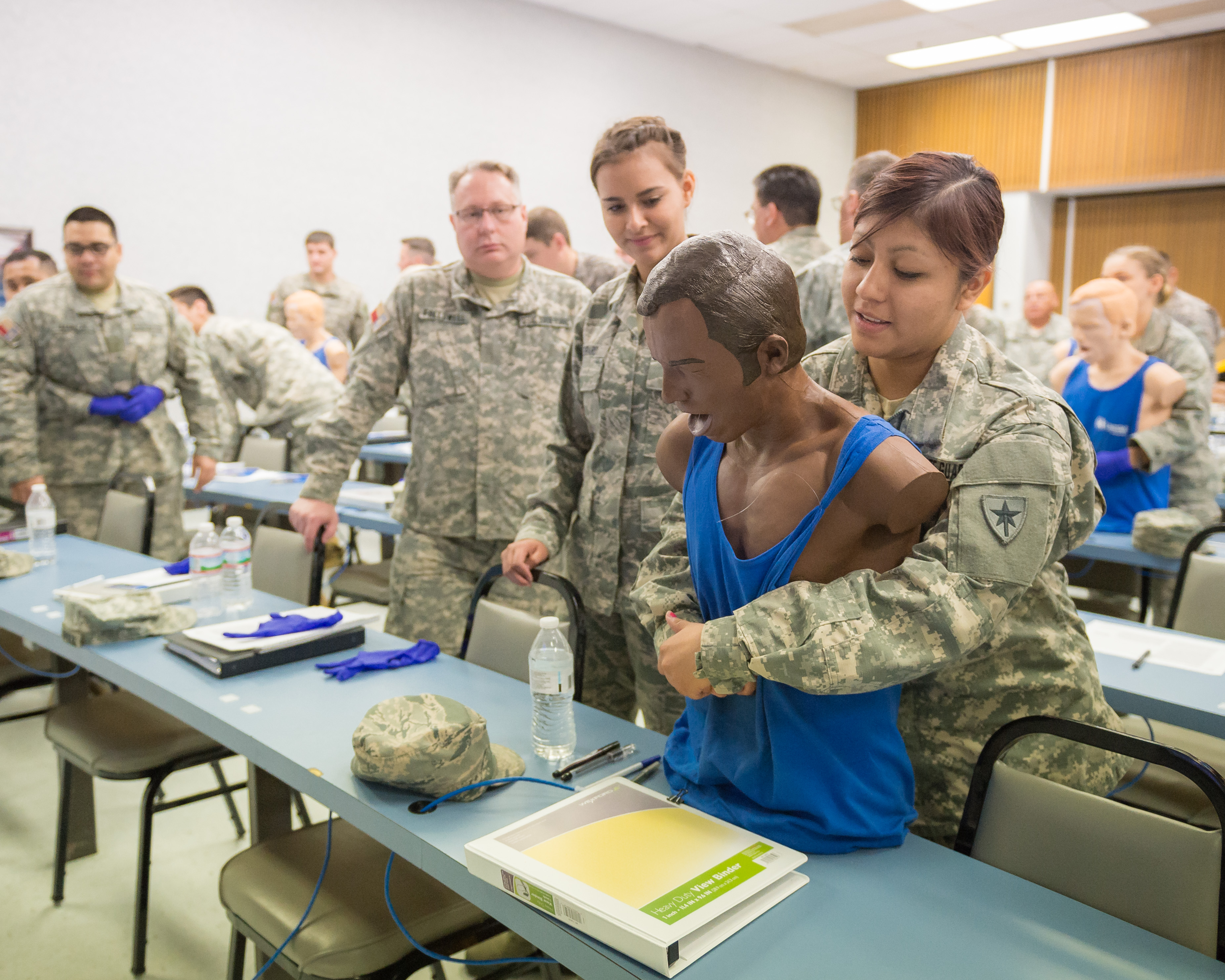
Un guardia estatal de Texas practica la maniobra de Heimlich para Choking Charlie.

El maniquí Choking Charlie desarrollado por Laerdal Medical es un torso de adulto diseñado para entrenar a los estudiantes en la realización de la maniobra de Heimlich y el método de palmada en la espalda. Proyectada por un espécimen humano, la anatomía realista de Choking Charlie y la respuesta mediante bolos simulados brindan a los instructores una herramienta para enseñar y practicar las técnicas anti-asfixia.

#### Simulaidas
Los maniquíes de asfixia de Simulaids son de tamaño natural y están diseñados para el entrenamiento de asfixia en individuos específicos. Los maniquíes vienen en tamaños de bebé, niño y adulto y también están modelados en diferentes tipos de cuerpo, como el maniquí de asfixia obeso.Los maniquíes están diseñados internamente con precisión anatómica y también permiten insertar bolos de asfixia para proporcionar información visual al realizar técnicas anti-asfixia.

## Operaciones

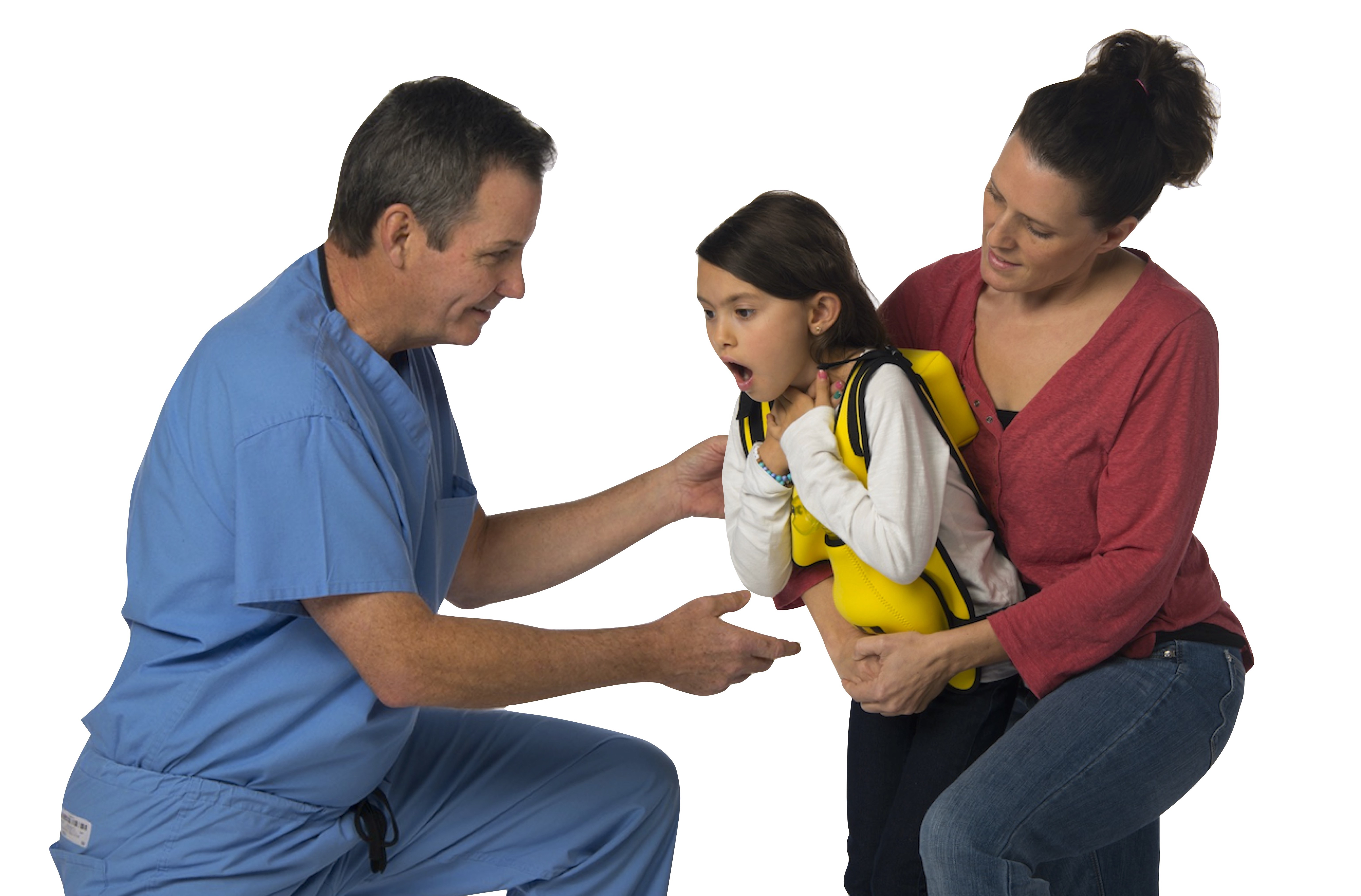
Entrenador anti asfixia en uso

El dispositivo de simulación está diseñado para que cuando el alumno realice correctamente la maniobra de Heimlich, se lance al aire un tapón de espuma que simula una obstrucción de las vías respiratorias por cuerpo extraño.
Los maniquíes se utilizan para practicar la maniobra de empuje abdominal, el método de palmada en la espalda y la reanimación cardiopulmonar. Cuando las compresiones abdominales se realizan correctamente, el objeto que simula la obstrucción de las vías respiratorias por cuerpo extraño es expulsado de las vías respiratorias del maniquí. Los maniquíes tienen puntos de referencia anatómicos que incluyen una caja torácica, muesca yugular y apófisis xifoides para proporcionar puntos de referencia anatómicos.

## Recepción y uso en el mundo real
Los dispositivos se han utilizado en la capacitación de primeros auxilios en escuelas, y departamentos de bomberos.
Se ha atribuido el uso de los dispositivos en la formación de primeros auxilios para ayudar a evitar que las personas se asfixien en escenarios del mundo real.